# Mary N'diaye
Mary N'diaye, folkbokförd som Marianne Emilie N'Diaye, född 13 april 1987 i Sundbybergs församling, är en svensk artist.
År 2010 släppte N'diaye singeln Dumb Dumb och 2012 deltog hon i programmet The Voice Sverige. 2012 kom även hennes singel Big Dreamer. Mary N'diaye har tidigare varit förband åt världsartisten Akon.
N'diaye tävlade i Melodifestivalen 2013 med bidraget "Gosa", som hon skrivit tillsammans med Johan Åsgärde och  Mattias Frändå.
"Gosa" slutade på en femteplats i första deltävlingen den 2 februari 2013 från Telenor Arena i Karlskrona och blev därmed utslagen ur tävlingen. Låten testades på Svensktoppen den 10 februari samma år men kom inte in på listan.
Hon medverkade även i första säsongen av SVT:s barnprogram Kändisbarnvakten. Hon har även varit musiklärare på Svartbäcksskolan i Haninge.

## Teater

### Roller
| År   | Roll    | Produktion                            | Regi             | Teater       |
| ---- | ------- | ------------------------------------- | ---------------- | ------------ |
| 2024 | Lorrell | Dreamgirls Henry Krieger och Tom Eyen | Edward af Sillén | Chinateatern |